# Show! Music Core
Show! Music Core (tiếng Hàn: 쇼! 음악중심; Hanja: 音樂中心; Romaja: Syo! Eumak Jungsim) là một chương trình truyền hình âm nhạc Hàn Quốc được thực hiện bởi MBC. Chương trình được phát sóng trực tiếp vào 15:15 (giờ Hàn Quốc) ngày Thứ Bảy hàng tuần. Đây là chương trình mà các nhóm nhạc, ca sĩ được mời để quảng bá các bài hát của họ. Chương trình được quay tại trường quay MBC Dream Center đặt ở Goyang, Gyeonggi-do, Hàn Quốc.

## Lịch sử
Trước khi mang tên Show! Music Core, chương trình này đã có những tên gọi như sau:
| Ngày phát sóng                             | Tên chương trình                               |
| ------------------------------------------ | ---------------------------------------------- |
| 30 tháng 10 năm 1989 – 2 tháng 11 năm 1990 | Show Network (쇼 네트워크)                     |
| 9 tháng 11 năm 1990 – 30 tháng 4 năm 1993  | Everyone's Popular Songs (여러분의 인기가요)   |
| 7 tháng 5 năm 1993 – 8 tháng 10 năm 1993   | Choice Best Popular Songs (결정 최고 인기가요) |
| 21 tháng 4 năm 1995 – 17 tháng 1 năm 1998  | Popular Songs Best 50 (인기가요 베스트 50)     |
| 24 tháng 1 năm 1998 – 18 tháng 4 năm 1998  | Live Young Times (생방송 젊은 그대)            |
| 25 tháng 4 năm 1998 – 23 tháng 1 năm 1999  | Music Camp (음악캠프)                          |
| 30 tháng 2 năm 1999 – 8 tháng 5 năm 1999   | Family Camp (가족캠프)                         |
| 15 tháng 5 năm 1999 – 30 tháng 7 năm 2005  | Live Music Camp (생방송 음악캠프)              |

Live Music Camp bị hủy bởi một tai nạn phát sóng do lộ bộ phận sinh dục.
Sau một thời gian gián đoạn, chương trình được đổi tên thành Show! Music Core bắt đầu phát sóng trở lại vào ngày 29 tháng 10 năm 2005 với hệ thống xếp hạng như chương trình trước. Tuy nhiên, hệ thống xếp hạng đã bị hủy vào ngày 7 tháng 1 năm 2006; chương trình vẫn tiếp tục được phát sóng mà không có các bảng xếp hạng hay giải thưởng.
Từ 2007 đến 2008, Bảng xếp hạng di động được sử dụng để phân tích sự phổ biến của các bài hát trên các trang nghe nhạc trực tuyến.
Vào ngày 11 tháng 3 năm 2013, MBC thông báo họ sẽ đưa các bảng xếp hạng trở lại sau 7 năm vắng bóng. Hệ thống xếp hạng được đưa trở lại vào ngày 20 tháng 4 năm 2013 với vị trí số một dành cho các bài hát được yêu thích nhất.

## Dẫn chương trình
| Thời gian                                            | Nghệ sĩ                                              |
| ---------------------------------------------------- | ---------------------------------------------------- |
| 29 tháng 10 năm 2005 - 29 tháng 4 năm 2006           | Shin Dong-wook, Hong Soo-ah                          |
| 6 tháng 5 - 4 tháng 11 năm 2006                      | Brian, Jang Mi-inae                                  |
| 11 tháng 11 năm 2006 - 31 tháng 3 năm 2007           | Brian, Kim Hyun-joong                                |
| 7 tháng 4 năm 2007                                   | Brian, Bae Seul-ki                                   |
| 14 tháng 4 năm 2007                                  | Brian, HyunA, Sohee                                  |
| 21 tháng 4 năm 2007                                  | Brian, Younha                                        |
| 28 tháng 4 năm 2007                                  | Brian, Ivy                                           |
| 5 tháng 5 năm 2007                                   | Brian, Nam Gyu-ri                                    |
| 12 tháng 5 - 30 tháng 6 năm 2007                     | Brian, Sohee, HyunA                                  |
| 7 tháng 7 - 3 tháng 11 năm 2007                      | Brian, Kang-in                                       |
| 10 tháng 11 năm 2007 - 26 tháng 4 năm 2008           | T.O.P, Ahn Sohee, Sunye                              |
| 10 tháng 5 năm 2008 - 28 tháng 3 năm 2009            | Seungri, Daesung, Sol Bi                             |
| 4 tháng 4 năm 2009 - 27 tháng 2 năm 2010             | Tiffany, Yuri                                        |
| 6 tháng 3 năm 2010                                   | Sooyoung, Tiffany, Seohyun                           |
| 13 tháng 3 năm 2010 - 22 tháng 5 năm 2010            | Tiffany, Yuri                                        |
| 29 tháng 5 năm 2010                                  | Sunye, Yubin, Yonghwa                                |
| 5 tháng 6 năm 2010                                   | Eunhyuk, Siwon, Krystal                              |
| 12 tháng 6 năm 2010                                  | Seungyeon, Hara, Kim Hyun-joong                      |
| 19 tháng 6 năm 2010                                  | Yuri, Yonghwa, Seohyun                               |
| 26 tháng 6 - 31 tháng 7 năm 2010                     | Tiffany, Yuri                                        |
| 7 tháng 8 năm 2010                                   | Krystal, Onew                                        |
| 14 tháng 8 năm 2010                                  | Nichkhun, Suzy, Krystal, Onew                        |
| 21 tháng 8 năm 2010                                  | IU, Doojoon, Gikwang                                 |
| 28 tháng 8 năm 2010                                  | Jinwoon, Hyomin, Jiyeon                              |
| 4 tháng 9 năm 2010                                   | Tiffany, Yuri, Oh Sang-jin                           |
| 11 tháng 9 năm 2010                                  | Hyuna, Hongki, Sunhwa                                |
| 18 tháng 9 năm 2010                                  | Eunhyuk, Lizzy, Krystal                              |
| 25 tháng 9 - 23 tháng 10 năm 2010                    | MC đặc biệt                                          |
| 30 tháng 10 năm 2010 - 9 tháng 7 năm 2011            | Onew, Min-ho, Suzy, Jiyeon                           |
| 16 tháng 7 - 8 tháng 10 năm 2011                     | Suzy, Ji-yeon                                        |
| 15 tháng 10 năm 2011 - 28 tháng 1 năm 2012           | Tiffany, Yuri                                        |
| 4 tháng 2 năm 2012                                   | Hongki, Jaejin, Jonghoon                             |
| 11 tháng 2 năm 2012                                  | Chunji, Niel, L.Joe                                  |
| 18 tháng 2 năm 2012                                  | Taeyeon, Seohyun                                     |
| 25 tháng 2 - 31 tháng 3 năm 2012                     | Taeyeon, Tiffany, Seohyun                            |
| 7 tháng 4 năm 2012                                   | Yonghwa, Hyoyeon, Seohyun                            |
| 14 tháng 4 năm 2012 - 21 tháng 7 năm 2012            | Taeyeon, Tiffany, Seohyun                            |
| 28 tháng 7 năm 2012                                  | Eunhyuk, Kyuhyun, Ji-yeon                            |
| 4 tháng 8 năm 2012                                   | Doojoon, Bora, Dasom                                 |
| 11 tháng 8 năm 2012                                  | Taeyeon, Tiffany, Seohyun                            |
| 18 tháng 8 năm 2012 - 25 tháng 8 năm 2012            | Doojoon, Yoseob, Bora                                |
| 1 tháng 9 năm 2012 - 15 tháng 9 năm 2012             | Taeyeon, Tiffany, Seohyun                            |
| 22 tháng 9 năm 2012                                  | Kwanghee, Siwan, Sunhwa, Zinger                      |
| 29 tháng 9 năm 2012                                  | Kwanghee, Hyoseong, Sunhwa                           |
| 6 tháng 10 năm 2012 - 13 tháng 10 năm 2012           | Taeyeon, Tiffany, Seohyun                            |
| 20 tháng 10 năm 2012                                 | Hyoseong, Sunhwa                                     |
| 27 tháng 10 năm 2012 - 3 tháng 11 năm 2012           | Taeyeon, Tiffany, Seohyun                            |
| 10 tháng 11 năm 2012                                 | Daehyun, Min, Suzy                                   |
| 17 tháng 11 năm 2012                                 | Taeyeon, Tiffany, Seohyun                            |
| 24 tháng 11 năm 2012                                 | Lee Joon, Sunhwa                                     |
| 1 tháng 12 năm 2012                                  | Lee Joon, Oh Yeon-seo                                |
| 8 tháng 12 năm 2012 - 12 tháng 1 năm 2013            | Taeyeon, Tiffany, Seohyun                            |
| 19 tháng 1 năm 2013                                  | Yonghwa, Jonghyun, Minhyuk, Jungshin                 |
| 26 tháng 1 năm 2013 - 2 tháng 2 năm 2013             | Taeyeon, Tiffany, Seohyun                            |
| 9 tháng 2 năm 2013 - 23 tháng 2 năm 2013             | Jinyoung, Sandeul, Baro                              |
| 2 tháng 3 năm 2013                                   | Taeyeon, Tiffany, Seohyun                            |
| 9 tháng 3 năm 2013                                   | Jokwon, Jinwoon, Jaekyung                            |
| 16 tháng 3 năm 2013                                  | Jokwon, Seulong, Minah                               |
| 23 tháng 3 năm 2013 - 13 tháng 4 năm 2013            | Taeyeon, Tiffany, Seohyun                            |
| 6 tháng 4 năm 2013                                   | Woohyun, L, Sung-kyu (Infinite)                      |
| 20 tháng 4 năm 2013 – 28 tháng 6 năm 2014            | Noh Hong-chul, Kim Sohyun & Choi Minho               |
| 29 tháng 6 năm 2013                                  | Haha thay thế cho Choi Minho                         |
| 6 tháng 7, 3-10 tháng 8 năm 2013, 8 tháng 2 năm 2014 | Park Hyung-sik (ZE:A) thay thế cho Choi Minho        |
| 24 tháng 8 năm 2013                                  | Yoseob thay thế cho Choi Minho                       |
| 5 tháng 10 năm 2013                                  | Chanyeol thay thế cho Choi Minho                     |
| 19 tháng 10 năm 2013                                 | K.Will thay thế cho Choi Minho                       |
| 26 tháng 10 năm 2013                                 | Hyomin thay thế cho Choi Minho                       |
| 30 tháng 11 năm 2013                                 | Suzy thay thế cho Choi Minho                         |
| 4 tháng 1 năm 2014                                   | Sehun & Xiumin thay thế cho Choi Minho               |
| 18 tháng 1 năm 2014                                  | B1A4 thay thế cho Choi Minho                         |
| 5 tháng 4 năm 2014                                   | Henry thay thế cho Choi Minho                        |
| 31 tháng 5 năm 2014                                  | L & Sung-kyu thay thế cho Choi Minho & Noh Hong-chul |
| 7 tháng 6 năm 2014                                   | N (VIXX) thay thế cho Choi Minho                     |
| Tháng 4, 2013 - 28 tháng 6 năm 2014                  | Noh Hong-chul                                        |
| 19 tháng 7 năm 2014                                  | Zico                                                 |
| 30 tháng 8 năm 2014                                  | Hara                                                 |
| 6 tháng 9 năm 2014                                   | Choi Minho, Kim Sohyun, Zico                         |
| 13 tháng 9 năm 2014                                  | Choi Minho, Kim Sohyun, Junho                        |
| 20 tháng 9 năm 2014 - 14 tháng 3 năm 2015            | Choi Minho, Kim Sohyun, Zico                         |
| 21 tháng 3 năm 2015                                  | SinB, Kim Sohyun, Zico                               |
| 28 tháng 3 năm 2015 - 18 tháng 4 năm 2015            | Choi Minho, Kim Sohyun, Zico                         |
| 25 tháng 4 năm 2015                                  | Kangnam, Bomi, Kyunsung                              |
| 2 tháng 5 năm 2015 – 14 tháng 11 năm 2015            | N, Choi Minho, Yeri                                  |
| 21 tháng 11 năm 2015 – 24 tháng 9 năm 2016           | Kim Sae-ron, Kim Min Jae                             |
| 1 tháng 10 năm 2016 - 15 tháng 4 năm 2017            | Kim Sae-ron, Cha Eun-woo, Lee Soo-min                |
| 22 tháng 4 năm 2017 - 27 tháng 1 năm 2018            | Cha Eun-woo, Xiyeon                                  |
| 3 tháng 2 năm 2018                                   | Bobby, B.I, Yeri                                     |
| 24 tháng 2 năm 2018 - 22 tháng 9 năm 2018            | Ong Seong-wu, Kang Mi-na, Mark                       |
| 29 tháng 9 năm 2018 - 12 tháng 1 năm 2019            | Kang Mi-na, Mark                                     |
| 19 tháng 1 năm 2019 - 9 tháng 2 năm 2019             | Kang Mi-na                                           |
| 16 tháng 2 năm 2019 - 18 tháng 1 năm 2020            | Chani (SF9), Hyunjin, Kang Mi-na                     |
| 27 tháng 6 năm 2020 - 31 tháng 7 năm 2021            | Chani, Hyunjin, Kim Min-ju                           |
| 14 tháng 8 năm 2021 - đến nay                        | Kim Min-ju, Kim Jungwoo, Lee Know                    |

## Hệ thống xếp hạng
Bảng xếp hạng của Show! Music core được trở lại vào ngày 20 tháng 4 năm 2013. Người chiến thắng tại mỗi tập được chọn thông qua những tiêu chí sau đây. Danh sách cũng hiện những hệ thống đã từng được sử dụng trước đây. Kể từ ngày 8 tháng 6 năm 2013, số lượng đề cử giảm từ bốn xuống còn ba.
Bảng xếp hạng thu thập dữ liệu từ thứ Hai của một tuần đến thứ Hai của tuần kế tiếp
| Thời điểm áp dụng                            | Hệ thống xếp hạng                                                                 | Hệ thống xếp hạng          | Hệ thống xếp hạng | Hệ thống xếp hạng | Hệ thống xếp hạng    |
| Thời điểm áp dụng                            | Bình chọn                                                                         | Doanh thu nhạc số          | Doanh số album    | Lượt xem video    | Phát sóng            |
| -------------------------------------------- | --------------------------------------------------------------------------------- | -------------------------- | ----------------- | ----------------- | -------------------- |
| 20 tháng 4 đến 27 tháng 4 năm 2013           | 45% (20% người xem + 25% bình chọn trực tiếp)                                     | 30%                        | 10%               | 15%               | Không áp dụng        |
| 4 tháng 5 năm 2013 đến 1 tháng 6 năm 2013    | 30% (10% người xem + 20% bình chọn trực tiếp)                                     | 50%                        | 10%               | 10%               | Không áp dụng        |
| 8 tháng 6 năm 2013 đến 14 tháng 4 năm 2014   | 20% (10% người xem + 10% bình chọn trực tiếp)                                     | 60%                        | 10%               | 10%               | Không áp dụng        |
| 21 tháng 6 năm 2014 đến 14 tháng 11 năm 2015 | 30% (15% người xem + 15% bình chọn trực tiếp)                                     | 50%                        | 10%               | 10%               | Không áp dụng        |
| 22 tháng 4 năm 2017 đến 17 tháng 8 năm 2019  | 25% (10% người xem + 15% bình chọn trực tiếp)                                     | 50%                        | 10%               | 10%               | 5% (MBC radio)       |
| 24 tháng 8 năm 2019 đến 14 tháng 3 năm 2020  | 25% (10% người xem + 15% bình chọn trực tiếp)                                     | 60% (50% gaon + 10% Vibe*) | 10%               | 10%               | 5% (MBC radio)       |
| 21 tháng 3 năm 2020 đến 18 tháng 7 năm 2020  | 35% (10% người xem + 10% bình chọn trước chương trình* + 15% bình chọn trực tiếp) | 60% (50% gaon + 10% Vibe*) | 10%               | 10%               | 5% (MBC radio)       |
| 25 tháng 7 năm 2020 – 19 tháng 9 năm 2020    | 35% (10% người xem + 10% bình chọn trước chương trình* + 15% bình chọn trực tiếp) | 50%                        | 10%               | 10%               | 5% (MBC radio)       |
| 26 tháng 9 năm 2020 – 20 tháng 2 năm 2021    | 35% (10% người xem + 10% bình chọn trước chương trình* + 15% bình chọn trực tiếp) | 60% (50% gaon + 10% FLO*)  | 10%               | 10%               | 5% (MBC radio)       |
| 27 tháng 2 năm 2021 đến 18 tháng 5 năm 2021  | 25% (5% người xem + 10% bình chọn trước chương trình + 10% bình chọn trực tiếp)   | 60% (50% gaon + 10% FLO*)  | 10%               | 15%               | 10% (MBC TV + Radio) |
| 15 tháng 5 năm 2021 đến 29 tháng 5 năm 2021  | 25% (5% người xem + 10% bình chọn trước chương trình + 10% bình chọn trực tiếp)   | 50%                        | 10%               | 15%               | 10% (MBC TV + Radio) |
| 5 tháng 6 năm 2021 đến nay                   | 20% (5% người xem + 5% bình chọn trước chương trình + 10% bình chọn trực tiếp)    | 50%                        | 10%               | 10%               | 10% (MBC TV + Radio) |

Giải thich cho các tiêu chí:
- Bình chọn: Bình chọn trước chương trình được thực hiện qua Mubeat từ thứ Ba đến thứ Năm trên Mubeat, trên website dưới dạng khảo sát từ thứ Tư đến thứ Năm trên trang web chính thức. Bình chọn trong chương trình được thực hiện qua Mubeat và tin nhắn văn bản
- Doanh thu nhạc số: Doanh số bài hát (lượt tải và lượt nghe), dựa trên Gaon.
- Doanh số album: Doanh số bán hàng, dựa trên Gaon
- Lượt xem video: Dựa trên lượt xem ở Youtube, chỉ tính MV chính thức
- Điểm phát sóng: Dựa trên số lần bài hát được phát trên các kênh của MBC và MBC radio.

Để bài hát có thể được xếp hạng tại bảng xếp hạng Music Core:
- Phải được ra trong vòng hai tháng (tính đến ngày phát sóng). Cách tính: ngày tối đa của bài hát là ngày phát sóng, ngày cũ nhất mà bài hát đủ điều kiện ở BXH là cùng ngày đó 2 tháng trước.
- Chưa được 3 chiến thắng (từ 27 tháng 2 năm 2021 đến ngày 13 tháng 4 năm 2024 là 5)
- Không phải là OST hay ra từ các show tạp kỹ khác (trừ khi nếu show đó là của MBC)
- Đủ điều kiện để được phát sóng trên MBC
- Không phải là bài hát ra trước khi nghệ sĩ chính thức ra mắt

Ngoài ra, nếu MV bị gán mác 16 tuổi trở lên (tức là, nếu MV đó không thể phù hợp với tối thiểu là những người từ 15 tuổi trở lên), MV đó sẽ bị 0 điểm lượt xem video. Mỗi nghệ sĩ chỉ có thể có một bài hát trên BXH tại một thời điểm.
Trước 6 tháng 5 năm 2017, tất cả bài hát đều đủ điều kiện ở Music Core, dù mỗi nghệ sĩ chỉ có thể có 1 bài trên BXH

## Danh sách các bài hát đứng đầu

### 2005
Tháng 10
- 2005.10.29 – Epik High1st – Fly1st

Tháng 11
- 2005.11.05 – Epik High2nd – Fly2nd
- 2005.11.12 – Epik High3rd – Fly3rd
- 2005.11.19 – g.o.d.1st – 2 Love1st
- 2005.11.26 – g.o.d.2nd – 2 Love2nd

Tháng 12
- 2005.12.03 – g.o.d.3rd – 2 Love3rd
- 2005.12.10 – g.o.d.4th – 2 Love4th
- 2005.12.17 – Tei1st – Screaming I Miss You1st
- 2005.12.24 – M.C. the MAX1th - Love is Supposed to Hurt1st
- 2005.12.31 – M.C. the MAX2th - Love is Supposed to Hurt2st

### 2013
Tháng 4
- 04.20 - Infinite1st -  "남자가 사랑할때 (Man in Love)"1st [7.587 điểm]
- 04.27 - PSY1st - "Gentleman"1st [6.847 điểm]

Tháng 5
- 05.04 - Cho Yong Pil1st - "Bounce"1st [7.698 điểm]
- 05.11 - Roy Kim1st - "봄봄봄 (Spring Spring Spring)"1st [8.333 điểm]
- 05.18 - B1A41st - "이게 무슨 일이야 (What's Going On?)"1st [8.479 điểm]
- 05.25 - Shinhwa1st - "This Love"1st [7.634 điểm]

Tháng 6
- 06.01 - Shinhwa2nd - "This Love"2nd [8.540 điểm]
- 06.08 - BEAST1st - "괜찮겠니 (Will You Be Okay?)"1st [7.348 điểm]
- 06.15 - EXO1st - "늑대와 미녀 (Wolf)"1st [6.392 điểm]
- 06.22 - Sistar1st – "Give It To Me"1st [7.717 điểm]
- 06.29 - Sistar2nd – "Give It To Me"2nd [8.473 điểm]

Tháng 7
- 07.06 - Roy Kim2nd - "Love Love Love"1st [8.270 điểm]
- 07.13 - Dynamic Duo1st - "BAAAM"1st [7.885 điểm]
- 07.20 - 2NE11st - "Falling In Love"1st [7.691 điểm]
- 07.27 - <Music Core Ulsan Summer Music Festival> Infinite2nd -  "Destiny"1st [9.770 điểm]

Tháng 8
- 08.03 - BEAST2nd - "그림자 (Shadow)"1st [8.368 điểm]
- 08.10 - <Music Core Summer Special - Không có bảng xếp hạng>
- 08.17 - <Music Core 2013 Korea Music Festival in Sokcho - Không có bảng xếp hạng>
- 08.24 - EXO2nd - "으르렁 (Growl)"1st [8.666 điểm]
- 08.31 - EXO3rd - "으르렁 (Growl)"2nd [8.074 điểm]

Tháng 9
- 09.07 - EXO4th - "으르렁 (Growl)"3rd [6.925 điểm]
- 09.14 - <Music Core Pre-record Show - Không có bảng xếp hạng>
- 09.21 - <Music Core K-POP Festival - Không có bảng xếp hạng>
- 09.28 - Soyou1st & Mad Clown1st - "착해빠졌어 (Stupid In Love)"1st [6.364điểm]

Tháng 10
- 10.05 - <Music Core Formula 1 Korean Special> Busker Busker1st - "처음엔 사랑이란게 (Love. at first)"1st [8.219 điểm]
- 10.12 - Busker Busker2nd - "처음엔 사랑이란게 (Love. at first)"2nd [7.493 điểm]
- 10.19 - IU1st - "분홍신 (The Red Shoes)"1st [9.846 điểm]
- 10.26 - SHINee1st - "Everybody"1st [9.641 điểm]

Tháng 11
- 11.02 - K.Will1st - "촌스럽게 왜 이래 (You Don't Know Love)"1st [7.647 điểm]
- 11.09 - Trouble Maker1st - "내일은 없어 (Now)"1st [8.450 điểm]
- 11.16 - <Music Core Pre-record Show - Không có bảng xếp hạng>
- 11.23 - Davichi1st - "편지 (The Letter)"1st [6.614 điểm]
- 11.30 - 2NE12nd - "그리워해요 (Missing You)"1st [8.454 điểm]

Tháng 12
- 12.07 - Hyolyn1st - "너밖에몰라 (One Way Love)"1st [7.295 điểm]
- 12.14 - EXO5th - "12월의 기적 (Miracles in December)"1st [7.458 điểm]
- 12.21 - EXO6th - "12월의 기적 (Miracles in December)"2nd [9.032 điểm]
- 12.28 - <Music Core Year End Chart Special - Không có bảng xếp hạng>

### 2014
Tháng 1
- 01.04 - IU2nd - "금요일에 만나요 (Friday)"1st [7.802 điểm]
- 01.11 - Girl's Day1st - "Something"1st [6.748 điểm]
- 01.18 - TVXQ1st - "Something"1st [7.753 điểm]
- 01.25 - B1A42nd - "없구나 (Lonely)"1st [7.311 điểm]

Tháng 2
- 02.01 - <Music Core Pre-record Show - Không có bảng xếp hạng>
- 02.08 - B1A43rd - "없구나 (Lonely)"2nd [7.162 điểm]
- 02.15 - <Sochi 2014 Winter Olympics Coverage - Không có bảng xếp hạng>
- 02.22 - Soyou2nd & JunggiGo1st - "썸 (Some)"1st [7.158 điểm]

Tháng 3
- 03.01 - Soyou3rd & JunggiGo2nd - "썸 (Some)"2nd [7.259 điểm]
- 03.08 - <Music Core 400th Episode Special - Không có bảng xếp hạng>
- 03.15 - Girls' Generation1st - "Mr.Mr."1st [8.303 điểm]
- 03.22 - Girls' Generation2nd - "Mr.Mr."2nd [7.537 điểm]
- 03.29 - <2014 Korea Professional Baseball Opening Day coverage - Không có bảng xếp hạng>

Tháng 4
- 04.05 - Park Hyo-shin1st - "야생화 (Wild Flower)"1st [7.576 điểm]
- 04.12 - Apink1st - "Mr. Chu"1st [9.447 điểm]
- 04.19 - <South Korea Sinking of the MV Sewol Memoriam - Không có bảng xếp hạng>
- 04.26 - <South Korea Sinking of the MV Sewol Memoriam - Không có bảng xếp hạng>

Tháng 5
- 05.03 - <South Korea Sinking of the MV Sewol Memoriam - Không có bảng xếp hạng>
- 05.10 - <South Korea Sinking of the MV Sewol Memorial broadcast - Không có bảng xếp hạng>
- 05.17 - EXO-K1st - "Overdose"1st [9.257 điểm]
- 05.24 - EXO-K2nd - "Overdose"2nd [7.633 điểm]
- 05.31 - Fly to the Sky1st - "너를 너를 너를 (You You You)"1st [6.784 điểm]

Tháng 6
- 06.07 - Gary1st & Jungin1st - "사람냄새 (Your Scent)"1st [6.201 điểm]
- 06.14 - Taeyang1st - "눈. 코. 입 (Eyes. Nose. Lips)"1st [7.518 điểm]
- 06.21 - BEAST3rd - "이젠 아니야 (No More)"1st [8.330 điểm]
- 06.28 - BEAST4th - "Good Luck"1st [10.000 điểm]

Tháng 7
- 07.05 - BEAST5th - "Good Luck"2nd [7.777 điểm]
- 07.12 - BEAST6th - "Good Luck"3rd [7.274 điểm]
- 07.19 - f(x)1st - "Red Light"1st [9.074 điểm]
- 07.26 - Girl's Day2nd - "Darling"1st [7.344 điểm]

Tháng 8
- 08.02 - Infinite3rd - "Back"1st [7.154 điểm]
- 08.09 - <Không có bảng xếp hạng>
- 08.16 - <Không có bảng xếp hạng>
- 08.23 - Block B1st - "헐 (H.E.R)"1st [8.239 điểm]
- 08.30 - Taemin1st - "괴도 (Danger)"1st [7.368 điểm]

Tháng 9
- 09.06 - Sistar3rd - "I Swear"1st [6.532 điểm]
- 09.13 - Super Junior1st - "MAMACITA(아야야)"1st [6.993 điểm]
- 09.20 - Super Junior2nd - "MAMACITA(아야야)"2nd [6.035 điểm]
- 09.27 - <17th Asian Games: Incheon 2014 Broadcast - Không có bảng xếp hạng>

Tháng 10
- 10.04 - <17th Asian Games: Incheon 2014 Broadcast - Không có bảng xếp hạng>
- 10.11 - Girls' Generation-TTS1st – "Holler"1st [8.220 điểm]
- 10.18 - Roy Kim3rd - "Home"1st [8.527 điểm]
- 10.25 - <Không có bảng xếp hạng>

Tháng 11
- 11.01 - BEAST7th - "12:30"1st [9.197 điểm]
- 11.08 - BEAST8th - "12:30"2nd [8.555 điểm]
- 11.15 - MC Mong1st - "내가 그리웠니 (Miss Me Or Diss Me)"1st [7.353 điểm]
- 11.22 - Kyuhyun1st - "광화문에서 (At Gwanghwamun)"1st [7.455 điểm]
- 11.29 - Toy1st -"Three of Us"1st [6.832 điểm]

Tháng 12
- 12.06 - Apink2nd - "LUV"1st [9.237 điểm]
- 12.13 - Apink3rd - "LUV"2nd [7.822 điểm]
- 12.20 - Apink4th - "LUV"3rd [7.185 điểm]
- 12.27 - <Không có bảng xếp hạng>

### 2015
Tháng 1
- 01.03 - Apink5th - "LUV"4th [8.207 điểm]
- 01.10 - Apink6th - "LUV"5th [7.745 điểm]
- 01.17 - Jonghyun1st - "Déjà-Boo"1st [8.202 điểm]
- 01.24 - Jonghyun2nd - "Déjà-Boo"2nd [7.082 điểm]
- 01.31 - Davichi2nd - "Cry Again"1st [5.716 điểm]

Tháng 2
- 02.07 - Infinite H1st - "Pretty"1st [9.049 điểm]
- 02.14 - Zion.T1st & Crush1st - "Just"1st [6.112 điểm]
- 02.21 - 4Minute1st - "Crazy"1st [7.278 điểm]
- 02.28 - Niel1st - "Love Killer"1st [6.462 điểm]

Tháng 3
- 03.07 - VIXX1st - "Love Equation"1st [9.094 điểm]
- 03.14 - Shinhwa3rd - "Sniper"1st [7.630 điểm]
- 03.21 - Shinhwa4th - "Sniper"2nd [8.186 điểm]
- 03.28 - <No Show: 2015 Professional Baseball Opening Game>

Tháng 4
- 04.04 - Red Velvet1st - "Ice Cream Cake"1st [7.199 điểm]
- 04.11 - EXO7th - "Call Me Baby"1st [8.833 điểm]
- 04.18 - EXO8th - "Call Me Baby"2nd [9.063 điểm]
- 04.25 - EXO9th - "Call Me Baby"3rd [7.538 điểm]

Tháng 5
- 05.02 - EXO10th - "Call Me Baby"4th [8.738 điểm]
- 05.09 - BIGBANG1st - "Loser"1st [8.954 điểm]
- 05.16 - BIGBANG2nd - "Loser"2nd [7.961 điểm]
- 05.23 - Kim Sung Kyu1st - "The Answer"1st [8.135 điểm]
- 05.30 - <No Show>

Tháng 6
- 06.06 - SHINee2nd - "View"1st [9.251 điểm]
- 06.13 - EXO11th - "Love Me Right"1st [9.666 điểm]
- 06.20 - EXO12th - "Love Me Right"2nd [9.562 điểm]
- 06.27 - EXO13th - "Love Me Right"3rd [7.096 điểm]

Tháng 7
- 07.04 - AOA1st - "Heart Attack"1st [7.376 điểm]
- 07.11 - BIGBANG3rd - "Sober"1st [6.563 điểm]
- 07.18 - Girls' Generation3rd - "Party"1st [9.660 điểm]
- 07.25 - Infinite4th - "Bad"1st [8.363 điểm]

Tháng 8
- 08.01 - <No Show: Ulsan Summer Festival>
- 08.08 - BEAST9th - "Gotta Go To Work"1st [8.473 điểm]
- 08.15 - BIGBANG4th - "Let's Not Fall In Love"1st [7.524 điểm]
- 08.22 - BIGBANG5th - "Let's Not Fall In Love"2nd [9.472 điểm]
- 08.29 - Girls' Generation4th - "Lion Heart"1st [8.068 điểm]

Tháng 9
- 09.05 - <Không có bảng xếp hạng: DMC Festival>
- 09.12 - <Không có bảng xếp hạng: DMC Festival>
- 09.19 - Girls' Generation5th - "Lion Heart"2nd [9.699 điểm]
- 09.26 - iKON1st - "My Type"1st [8.277 điểm]

Tháng 10
- 10.03 - Park Kyung1st - "Ordinary Love"1st [6.693 điểm]
- 10.10 - <No Show>
- 10.17 - <Không có bảng xếp hạng>
- 10.24 - Taeyeon1st - "I"1st [8.421 điểm]
- 10.31 - <No Show: 2015 KBO Pro Baseball Korean Series>

Tháng 11
- 11.07 - <Không có bảng xếp hạng>
- 11.14 - IU3rd - "Twenty-Three"1st [7.503 điểm]

### 2017
|   | Điểm cao nhất trong 2017        |
| — | Chương trình không đựoc tổ chức |

| Tập | Ngày        | Nghệ sĩ           | Bài hát          | Điểm   |
| --- | ----------- | ----------------- | ---------------- | ------ |
| 548 | 22 tháng 4  | Winner1st         | "Really Really"  | 7,378  |
| 549 | 29 tháng 4  | IU4th, 5th        | "Palette"        | 7,248  |
| 550 | 6 tháng 5   | IU4th, 5th        | "Palette"        | 7,720  |
| 551 | 13 tháng 5  | Sechskies1st, 2nd | "Be Well"        | 8,138  |
| 552 | 20 tháng 5  | Sechskies1st, 2nd | "Be Well"        | 7,412  |
| 553 | 27 tháng 5  | Twice1st, 2nd     | "Signal"         | 8,448  |
| 554 | 3 tháng 6   | Twice1st, 2nd     | "Signal"         | 8,053  |
| 555 | 10 tháng 6  | Highlight10th     | "Calling You"    | 7,636  |
| 556 | 17 tháng 6  | G-Dragon1st, 2nd  | "Untitled, 2014" | 7,854  |
| 557 | 24 tháng 6  | G-Dragon1st, 2nd  | "Untitled, 2014" | 7,359  |
| 558 | 1 tháng 7   | Mamamoo1st        | "Yes I Am"       | 8,760  |
| 559 | 8 tháng 7   | Apink7th, 8th     | "Five"           | 7,118  |
| 560 | 15 tháng 7  | Apink7th, 8th     | "Five"           | 5,742  |
| 561 | 22 tháng 7  | Red Velvet2nd     | "Red Flavor"     | 9,427  |
| 562 | 9 tháng 8   | Exo               | "Ko Ko Bop"      | 9,575  |
| 563 | 5 tháng 8   | Exo               | "Ko Ko Bop"      | 9,316  |
| 564 | 12 tháng 8  | Exo               | "Ko Ko Bop"      | 9,266  |
| 565 | 19 tháng 8  | Wanna One         | "Energetic"      | 9,703  |
| 566 | 26 tháng 8  | Wanna One         | "Energetic"      | 7,740  |
| 567 | 2 tháng 9   | Wanna One         | "Energetic"      | 6,390  |
| —   | 9 tháng 9   | Yoon Jong-shin    | "Like It"        | 9,650  |
| —   | 16 tháng 9  | Exo               | "Power"          | 9,594  |
| —   | 23 tháng 9  | Exo               | "Power"          | 9,895  |
| —   | 30 tháng 9  | BTS               | "DNA"            | 10,000 |
| —   | 7 tháng 10  | BTS               | "DNA"            | 9,560  |
| —   | 14 tháng 10 | BTS               | "DNA"            | 9,957  |
| —   | 21 tháng 10 | NU'EST W          | "Where You At"   | 9,040  |
| —   | 28 tháng 10 | BtoB              | "Missing You"    | 8,090  |
| —   | 3 tháng 11  | Epik High         | "Love Story"     | 6,975  |
| —   | 10 tháng 11 | Twice             | "Likey"          | 9,440  |
| —   | 17 tháng 11 | Seventeen         | "Clap"           | 7,390  |
| 568 | 25 tháng 11 | Wanna One         | "Beautiful"      | 8,908  |
| 569 | 2 tháng 12  | Wanna One         | "Beautiful"      | 8,291  |
| 570 | 9 tháng 12  | Wanna One         | "Beautiful"      | 5,964  |
| 571 | 16 tháng 12 | Wanna One         | "Beautiful"      | 5,922  |
| 572 | 23 tháng 12 | Twice             | "Heart Shaker"   | 9,929  |
| —   | 30 tháng 12 | Twice             | "Heart Shaker"   | 8,475  |

### 2018
|   | Điểm cao nhất trong 2018        |
| — | Chương trình không đựoc tổ chức |

| Tập | Ngày         | Nghệ sĩ       | Bài hát                                          | Điểm   |
| --- | ------------ | ------------- | ------------------------------------------------ | ------ |
| 573 | 6 tháng 1    | Exo           | "Universe"                                       | 9,031  |
| 574 | 13 tháng 1   | Twice         | "Heart Shaker"                                   | 7,007  |
| 575 | 20 tháng 1   | Infinite      | "Tell Me"                                        | 6,494  |
| 576 | 27 tháng 1   | Sunmi         | "Heroine"                                        | 6,010  |
| 577 | 3 tháng 2    | Jonghyun      | "Shinin'"                                        | 7,975  |
| —   | 10 tháng 2   | Red Velvet    | "Bad Boy"                                        | 9,756  |
| —   | 17 tháng 2   | Seventeen     | "Thanks"                                         | 9,045  |
| 578 | 24 tháng 2   | iKon          | "Love Scenario"                                  | 8,620  |
| 579 | 3 tháng 3    | iKon          | "Love Scenario"                                  | 8,551  |
| 580 | 10 tháng 3   | iKon          | "Love Scenario"                                  | 7,929  |
| 581 | 17 tháng 3   | Wanna One     | "I Promise You (I.P.U.)"                         | 7,619  |
| —   | 24 tháng 3   | Mamamoo       | "Starry Night"                                   | 9,090  |
| 582 | March 31     | Wanna One     | "Boomerang"                                      | 9,289  |
| 583 | April 7      | Wanna One     | "Boomerang"                                      | 6,425  |
| 584 | April 14     | Winner        | "Everyday"                                       | 9,112  |
| 585 | April 21     | Twice         | "What Is Love?"                                  | 8,029  |
| 586 | April 28     | Twice         | "What Is Love?"                                  | 8,934  |
| —   | May 5        | Twice         | "What Is Love?"                                  | 8,375  |
| 587 | May 12       | GFriend       | "Time for the Moon Night"                        | 8,842  |
| 588 | May 19       | GFriend       | "Time for the Moon Night"                        | 7,872  |
| 589 | May 26       | BTS           | "Fake Love"                                      | 8,919  |
| 590 | June 2       | BTS           | "Fake Love"                                      | 10,000 |
| 591 | June 9       | BTS           | "Fake Love"                                      | 8,056  |
| 592 | June 16      | Wanna One     | "Light"                                          | 8,025  |
| 593 | June 23      | Blackpink     | "Ddu-Du Ddu-Du"                                  | 6,071  |
| 594 | June 30      | Blackpink     | "Ddu-Du Ddu-Du"                                  | 8,174  |
| 595 | July 7       | Blackpink     | "Ddu-Du Ddu-Du"                                  | 7,273  |
| 596 | July 14      | Blackpink     | "Ddu-Du Ddu-Du"                                  | 7,367  |
| 597 | July 21      | Twice         | "Dance the Night Away"                           | 9,792  |
| 598 | July 28      | Seventeen     | "Oh My!"                                         | 9,270  |
| 599 | August 4     | Twice         | "Dance the Night Away"                           | 7,440  |
| 600 | August 11    | Twice         | "Dance the Night Away"                           | 6,575  |
| 601 | August 18    | Red Velvet    | "Power Up"                                       | 9,387  |
| —   | August 25    | Red Velvet    | "Power Up"                                       | 9,764  |
| —   | September 1  | BTS           | "Idol"                                           | 9,455  |
| 602 | September 8  | BTS           | "Idol"                                           | 9,674  |
| —   | September 15 | BTS           | "Idol"                                           | 9,720  |
| 603 | September 22 | Sunmi         | "Siren"                                          | 6,513  |
| 604 | September 29 | Got7          | "Lullaby"                                        | 6,123  |
| 605 | October 6    | Im Chang-jung | "There Has Never Been a Day I Haven't Loved You" | 5,840  |
| 606 | October 13   | iKon          | "Goodbye Road"                                   | 8,577  |
| 607 | October 20   | IU            | "Bbibbi"                                         | 8,067  |
| 608 | October 27   | IU            | "Bbibbi"                                         | 8,264  |
| 609 | November 3   | IU            | "Bbibbi"                                         | 7,729  |
| —   | November 10  | Exo           | "Tempo"                                          | 9,395  |
| 610 | November 17  | Exo           | "Tempo"                                          | 7,590  |
| —   | November 24  | BtoB          | "Beautiful Pain"                                 | 8,756  |
| 611 | December 1   | Wanna One     | "Spring Breeze"                                  | 8,123  |
| 612 | December 8   | Mino          | "Fiancé"                                         | 6,961  |
| 613 | December 15  | Mino          | "Fiancé"                                         | 7,302  |
| 614 | December 22  | Exo           | "Love Shot"                                      | 6,762  |
| 615 | December 29  | Exo           | "Love Shot"                                      | 7,854  |

### 2019
|   | Điểm cao nhất trong 2019        |
| — | Chương trình không đựoc tổ chức |

| Tập | Ngày         | Nghệ sĩ                              | Bài hát                                                | Điểm   |
| --- | ------------ | ------------------------------------ | ------------------------------------------------------ | ------ |
| 616 | January 5    | Winner                               | "Millions"                                             | 6,961  |
| 617 | January 12   | Chungha                              | "Gotta Go"                                             | 7,020  |
| 618 | January 19   | Chungha                              | "Gotta Go"                                             | 6,795  |
| 619 | January 26   | GFriend                              | "Sunrise"                                              | 6,698  |
| 620 | February 2   | Seventeen                            | "Home"                                                 | 6,874  |
| —   | February 9   | No show, winners were not announced  |                                                        |        |
| 621 | February 16  | Chungha                              | "Gotta Go"                                             | 5,668  |
| 622 | February 23  | Itzy                                 | "Dalla Dalla"                                          | 7,164  |
| 623 | March 2      | Hwasa                                | "Twit"                                                 | 7,344  |
| 624 | March 9      | Itzy                                 | "Dalla Dalla"                                          | 6,267  |
| 625 | March 16     | Hwasa                                | "Twit"                                                 | 5,804  |
| —   | March 23     | Epik High                            | "Love Drunk"                                           | 9,330  |
| 626 | March 30     | Mamamoo                              | "Gogobebe"                                             | 7,444  |
| 627 | April 6      | Taeyeon                              | "Four Seasons"                                         | 7,372  |
| 628 | April 13     | Chen                                 | "Beautiful Goodbye"                                    | 6,732  |
| 629 | April 20     | BTS                                  | "Boy with Luv"                                         | 6,743  |
| 630 | April 27     | BTS                                  | "Boy with Luv"                                         | 10,000 |
| —   | May 4        | Twice                                | "Fancy"                                                | 9,020  |
| 631 | May 11       | BTS                                  | "Boy with Luv"                                         | 7,967  |
| 632 | May 18       | BTS                                  | "Boy with Luv"                                         | 8,278  |
| 633 | May 25       | BTS                                  | "Boy with Luv"                                         | 8,830  |
| 634 | June 1       | BTS                                  | "Boy with Luv"                                         | 8,247  |
| 635 | June 8       | BTS                                  | "Boy with Luv"                                         | 7,218  |
| 636 | June 15      | BTS                                  | "Boy with Luv"                                         | 6,902  |
| 637 | June 22      | BTS                                  | "Boy with Luv"                                         | 6,080  |
| 638 | June 29      | Red Velvet                           | "Zimzalabim"                                           | 6,245  |
| 639 | July 6       | Chungha                              | "Snapping"                                             | 7,864  |
| 640 | July 13      | GFriend                              | "Fever"                                                | 6,463  |
| 641 | July 20      | Baekhyun                             | "UN Village"                                           | 6,773  |
| 642 | July 27      | Baekhyun                             | "UN Village"                                           | 9,774  |
| 643 | August 3     | Exo-SC                               | "What a Life"                                          | 9,004  |
| 644 | August 10    | Itzy                                 | "Icy"                                                  | 7,412  |
| 645 | August 17    | Itzy                                 | "Icy"                                                  | 6,309  |
| 646 | August 24    | Itzy                                 | "Icy"                                                  | 7,175  |
| 647 | August 31    | Red Velvet                           | "Umpah Umpah"                                          | 8,033  |
| 648 | September 14 | No chart, winners were not announced |                                                        |        |
| 649 | September 21 | Bolbbalgan4                          | "Workaholic"                                           | 7,175  |
| 650 | September 28 | Bolbbalgan4                          | "Workaholic"                                           | 6,656  |
| 651 | October 12   | No chart, winners were not announced |                                                        |        |
| 652 | October 19   |                                      |                                                        |        |
| 653 | October 26   | AKMU                                 | "How Can I Love the Heartbreak, You're the One I Love" | 8,390  |
| 654 | November 2   | NU'EST                               | "Love Me"                                              | 7,670  |
| 655 | November 9   | Taeyeon                              | "Spark"                                                | 9,740  |
| 656 | November 16  | IU                                   | "Love Poem"                                            | 8,830  |
| 657 | November 23  | IU                                   | "Love Poem"                                            | 7,194  |
| —   | November 30  | Mamamoo                              | "Hip"                                                  | 9,664  |
| 658 | December 7   | Exo                                  | "Obsession"                                            | 8,194  |
| 659 | December 14  | Exo                                  | "Obsession"                                            | 7,549  |
| 660 | December 21  | IU                                   | "Blueming"                                             | 7,312  |
| 661 | December 28  | No chart, winners were not announced |                                                        |        |

### 2020
|   | Điểm cao nhất trong 2020        |
| — | Chương trình không đựoc tổ chức |

| Tập | Ngày                 | Nghệ sĩ                                                                      | Bài hát                                                                      | Điểm                                                                         |
| --- | -------------------- | ---------------------------------------------------------------------------- | ---------------------------------------------------------------------------- | ---------------------------------------------------------------------------- |
| 662 | 4 tháng 1 năm 2020   | Red Velvet                                                                   | "Psycho"                                                                     | 10,895                                                                       |
| 663 | 11 tháng 1 năm 2020  | Red Velvet                                                                   | "Psycho"                                                                     | 9,398                                                                        |
| 664 | 18 tháng 1 năm 2020  | Red Velvet                                                                   | "Psycho"                                                                     | 8,047                                                                        |
| —   | 25 tháng 1 năm 2020  | Chương trình không được tổ chức, không có người chiến thắng nào được công bố |                                                                              |                                                                              |
| 665 | 1 tháng 2 năm 2020   | Zico                                                                         | "Any Song"                                                                   | 8,267                                                                        |
| 666 | 8 tháng 2 năm 2020   | Zico                                                                         | "Any Song"                                                                   | 7,630                                                                        |
| 667 | 15 tháng 2 năm 2020  | Zico                                                                         | "Any Song"                                                                   | 6,900                                                                        |
| 668 | 22 tháng 2 năm 2020  | Zico                                                                         | "Any Song"                                                                   | 7,001                                                                        |
| 669 | 29 tháng 2 năm 2020  | BTS                                                                          | "On"                                                                         | 8,288                                                                        |
| 670 | 7 tháng 3 năm 2020   | BTS                                                                          | "On"                                                                         | 10,518                                                                       |
| 671 | 14 tháng 3 năm 2020  | BTS                                                                          | "On"                                                                         | 8,038                                                                        |
| 672 | 21 tháng 3 năm 2020  | BTS                                                                          | "On"                                                                         | 8,516                                                                        |
| 673 | 28 tháng 3 năm 2020  | BTS                                                                          | "On"                                                                         | 8,909                                                                        |
| 674 | 4 tháng 4 năm 2020   | Kang Daniel                                                                  | "2U"                                                                         | 9,142                                                                        |
| 675 | 11 tháng 4 năm 2020  | Suho                                                                         | "Let's Love"                                                                 | 9,861                                                                        |
| 676 | 18 tháng 4 năm 2020  | (G)I-dle                                                                     | "Oh My God"                                                                  | 8,788                                                                        |
| 677 | 25 tháng 4 năm 2020  | Apink                                                                        | "Dumhdurum"                                                                  | 10,780                                                                       |
| 678 | 2 tháng 5 năm 2020   | Apink                                                                        | "Dumhdurum"                                                                  | 10,147                                                                       |
| 679 | 9 tháng 5 năm 2020   | Oh My Girl                                                                   | "Nonstop"                                                                    | 9,433                                                                        |
| —   | 16 tháng 5 năm 2020  | Chương trình không được tổ chức, không có người chiến thắng nào được công bố |                                                                              |                                                                              |
| 680 | 23 tháng 5 năm 2020  | NU'EST                                                                       | "I'm in Trouble"                                                             | 9,166                                                                        |
| 681 | 30 tháng 5 năm 2020  | NCT 127                                                                      | "Punch"                                                                      | 9,374                                                                        |
| —   | 6 tháng 6 năm 2020   | Chương trình không được tổ chức, không có người chiến thắng nào được công bố |                                                                              |                                                                              |
| 682 | 13 tháng 6 năm 2020  | Twice                                                                        | "More & More"                                                                | 10,871                                                                       |
| 683 | 20 tháng 6 năm 2020  | Twice                                                                        | "More & More"                                                                | 9,448                                                                        |
| 684 | 27 tháng 6 năm 2020  | Iz*One                                                                       | "Secret Story of the Swan"                                                   | 9,492                                                                        |
| 685 | 4 tháng 7 năm 2020   | Seventeen                                                                    | "Left & Right"                                                               | 8,540                                                                        |
| 686 | 11 tháng 7 năm 2020  | Blackpink                                                                    | "How You Like That"                                                          | 10,464                                                                       |
| 687 | 18 tháng 7 năm 2020  | Blackpink                                                                    | "How You Like That"                                                          | 10,048                                                                       |
| 688 | 25 tháng 7 năm 2020  | Blackpink                                                                    | "How You Like That"                                                          | 8,023                                                                        |
| 689 | 1 tháng 8 năm 2020   | Ssak3                                                                        | "Beach again"                                                                |                                                                              |
| —   | 8 tháng 8 năm 2020   | Chương trình không được tổ chức, không có người chiến thắng nào được công bố | Chương trình không được tổ chức, không có người chiến thắng nào được công bố | Chương trình không được tổ chức, không có người chiến thắng nào được công bố |
| 690 | 15 tháng 8 năm 2020  | Kang Daniel                                                                  | "Who u are"                                                                  | 7.384                                                                        |
| 691 | 22 tháng 8 năm 2020  | Ssak3                                                                        | "Beach again"                                                                | 7.530                                                                        |
| 692 | 29 tháng 8 năm 2020  | BTS                                                                          | "Dynamite"                                                                   | 8.882                                                                        |
| 693 | 5 tháng 9 năm 2020   | BTS                                                                          | "Dynamite"                                                                   | 9,657                                                                        |
| 694 | 12 tháng 9 năm 2020  | BTS                                                                          | "Dynamite"                                                                   | 9,755                                                                        |
| 695 | 19 tháng 9 năm 2020  | BTS                                                                          | "Dynamite"                                                                   | 8,629                                                                        |
| 696 | 26 tháng 9 năm 2020  | BTS                                                                          | "Dynamite"                                                                   | 10,602                                                                       |
| —   | 3 tháng 10 năm 2020  | Chương trình không được tổ chức, không có người chiến thắng nào được công bố |                                                                              |                                                                              |
| 697 | 10 tháng 10 năm 2020 | BTS                                                                          | "Dynamite"                                                                   | 10,319                                                                       |
| 698 | 17 tháng 10 năm 2020 | BTS                                                                          | "Dynamite"                                                                   | 10,127                                                                       |
| —   | 24 tháng 10 năm 2020 | Chương trình không được tổ chức, không có người chiến thắng nào được công bố |                                                                              |                                                                              |
| 699 | 31 tháng 10 năm 2020 | BTS                                                                          | "Dynamite"                                                                   | 9,864                                                                        |
| 700 | 7 tháng 11 năm 2020  | BTS                                                                          | "Dynamite"                                                                   | 9,740                                                                        |
| 701 | 14 tháng 11 năm 2020 | BTS                                                                          | "Dynamite"                                                                   | 10,130                                                                       |
|     | 21 tháng 11 năm 2020 |                                                                              |                                                                              |                                                                              |

## Thành tích của các nghệ sĩ
| Vị thứ | Nghệ sĩ           | Số lần | Năm hoạt động   |
| ------ | ----------------- | ------ | --------------- |
| 1      | EXO               | 18 lần | 2012-           |
| 2      | BEAST             | 9 lần  | 2009-           |
| 3      | Apink             | 8 lần  | 2011-           |
| 4      | BIGBANG           | 5 lần  | 2006-           |
| 4      | Girls' Generation | 5 lần  | 2007-           |
| 5      | Shinhwa           | 4 lần  | 1998-           |
| 5      | g.o.d             | 4 lần  | 1999-           |
| 5      | Infinite          | 4 lần  | 2010-           |
| 6      | Epik High         | 3 lần  | 2003-           |
| 6      | Sistar            | 3 lần  | 2010-           |
| 6      | Soyou (Sistar)    | 3 lần  | 2010-           |
| 6      | B1A4              | 3 lần  | 2011-           |
| 6      | Roy Kim           | 3 lần  | 2013-           |
| 7      | M.C the MAX       | 2 lần  | 2000-2007 2014- |
| 7      | Super Junior      | 2 lần  | 2005-           |
| 7      | Junggigo          | 2 lần  | 2008-           |
| 7      | IU                | 2 lần  | 2008-           |
| 7      | SHINee            | 2 lần  | 2008-           |
| 7      | 2NE1              | 2 lần  | 2009-           |
| 7      | Girl's Day        | 2 lần  | 2010-           |
| 7      | Busker Busker     | 2 lần  | 2011-           |
| 7      | EXO-K             | 2 lần  | 2012-           |
| 7      | Jonghyun (SHINee) | 2 lần  | 2015-           |

| Vị thứ | Nghệ sĩ           | Bài hát                | Số lần | Năm  |
| ------ | ----------------- | ---------------------- | ------ | ---- |
| 1      | Apink             | LUV                    | 5 lần  | 2015 |
| 2      | g.o.d             | 2 Love                 | 4 lần  | 2005 |
| 2      | EXO               | Call Me Baby           | 4 lần  | 2015 |
| 3      | Epik High         | Fly                    | 3 lần  | 2005 |
| 3      | EXO               | Growl                  | 3 lần  | 2013 |
| 3      | BEAST             | Good Luck              | 3 lần  | 2014 |
| 3      | EXO               | Love Me Right          | 3 lần  | 2015 |
| 4      | Shinhwa           | This Love              | 2 lần  | 2013 |
| 4      | Sistar            | Give It to Me          | 2 lần  | 2013 |
| 4      | Busker Busker     | Love. at First         | 2 lần  | 2013 |
| 4      | EXO               | Miracles in December   | 2 lần  | 2013 |
| 4      | B1A4              | Lonely                 | 2 lần  | 2014 |
| 4      | Soyou & Junggigo  | Some                   | 2 lần  | 2014 |
| 4      | Girls' Generation | Mr.Mr.                 | 2 lần  | 2014 |
| 4      | EXO-K             | Overdose               | 2 lần  | 2014 |
| 4      | Super Junior      | Mamacita               | 2 lần  | 2014 |
| 4      | BEAST             | 12:30                  | 2 lần  | 2014 |
| 4      | Jonghyun          | Déjà-Boo               | 2 lần  | 2015 |
| 4      | Shinhwa           | Sniper                 | 2 lần  | 2015 |
| 4      | BIGBANG           | Loser                  | 2 lần  | 2015 |
| 4      | BIGBANG           | Let's Not Fall In Love | 2 lần  | 2015 |
| 4      | IU                | "Palette"              | 2 lần  | 2017 |
| 4      | SECHSKIES         | "Be Well"              | 2 lần  | 2017 |
| 4      | TWICE             | "Signal"               | 2 lần  | 2017 |
| 4      | Apink             | "Five                  | 2 lần  | 2017 |
| 4      | EXO               | Ko Ko Bop              | 2 lần  | 2017 |

| Vị thứ | Nghệ sĩ  | Bài hát              | Điểm       | Ngày       |
| ------ | -------- | -------------------- | ---------- | ---------- |
| 1      | IU       | The Red Shoes        | 9.846 điểm | 2013/10/19 |
| 2      | Infinite | Destiny              | 9.770 điểm | 2013/07/23 |
| 3      | SHINee   | Everybody            | 9.641 điểm | 2013/10/26 |
| 4      | Apink    | Mr. Chu              | 9.447 điểm | 2014/04/12 |
| 5      | EXO-K    | Overdose             | 9.257 điểm | 2014/05/17 |
| 6      | EXO      | Miracles in December | 9.032 điểm | 2013/12/21 |
| 7      | EXO      | Growl                | 8.666 điểm | 2013/08/24 |
| 8      | Shinhwa  | This Love            | 8.540 điểm | 2013/06/01 |
| 9      | B1A4     | What's Going On?     | 8.479 điểm | 2013/05/18 |
| 10     | Sistar   | Give It To Me        | 8.473 điểm | 2013/06/29 |

Top 10 điểm cao nhất (21 tháng 6 năm 2014 – nay)
| Vị thứ | Nghệ sĩ           | Bài hát                | Điểm        | Ngày       |
| ------ | ----------------- | ---------------------- | ----------- | ---------- |
| 1      | BEAST             | Good Luck              | 10.000 điểm | 2014/06/28 |
| 2      | Girls' Generation | Lion Heart             | 9.699 điểm  | 2015/09/19 |
| 3      | EXO               | Love Me Right          | 9.666 điểm  | 2015/06/13 |
| 4      | Girls' Generation | Party                  | 9.660 điểm  | 2015/07/18 |
| 5      | EXO               | Love Me Right          | 9.562 điểm  | 2015/06/20 |
| 6      | BIGBANG           | Let's Not Fall in Love | 9.472 điểm  | 2015/08/22 |
| 7th    | SHINee            | View                   | 9.251 điểm  | 2015/06/06 |
| 8th    | Apink             | LUV                    | 9.237 điểm  | 2014/12/06 |
| 9th    | BEAST             | 12:30                  | 9.197 điểm  | 2014/11/01 |
| 10th   | VIXX              | Love Equation          | 9.094 điểm  | 2015/03/07 |

Top 10 điểm cao nhất (Toàn hệ thống - 20 tháng 4 năm 2013 đến nay)
| Vị thứ | Nghệ sĩ           | Bài hát                | Điểm        | Ngày       |
| ------ | ----------------- | ---------------------- | ----------- | ---------- |
| 1      | BEAST             | Good Luck              | 10.000 điểm | 2014/06/28 |
| 2      | IU                | The Red Shoes          | 9.846 điểm  | 2013/10/19 |
| 3      | Infinite          | Destiny                | 9.770 điểm  | 2013/07/27 |
| 4      | Girls' Generation | Lion Heart             | 9.699 điểm  | 2015/09/19 |
| 5      | EXO               | Love Me Right          | 9.666 điểm  | 2015/06/13 |
| 6      | Girls' Generation | Party                  | 9.660 điểm  | 2015/07/18 |
| 7      | SHINee            | Everybody              | 9.641 điểm  | 2013/10/26 |
| 8      | EXO               | Love Me Right          | 9.562 điểm  | 2015/06/20 |
| 9      | BIGBANG           | Let's Not Fall in Love | 9.472 điểm  | 2015/08/22 |
| 10     | Apink             | Mr. Chu                | 9.447 điểm  | 2014/04/12 |

## Phát sóng quốc tế
- Nhật Bản: Chủ nhật 13:50 - 15:05 trên TV Asahi[7]
- Việt Nam: Thứ Bảy 13:20 - 14:30 trên FPT Play kèm phụ đề Việt từ 16/2/2019

## Sự kiện đặc biệt
- Show! Music Core: K-Pop Festival in Vietnam - 29 tháng 11 năm 2012 tại Hà Nội, Việt Nam. Các nghệ sĩ tham gia: TVXQ, Kara, FT Island, Son Dam-bi, HyunA, T-ara, Yang Yo-seob, Sistar, Infinite, Miss A, Teen Top, B1A4, Chaos, B.A.P, Ailee, Fiestar.

## Chương trình liên quan
- SBS Inkigayo
- KBS Music Bank
- Mnet M! Countdown
- Arirang TV Pops in Seoul
- Arirang TV Simply K-Pop
- JTBC Music on Top
- MBC Music Show Champion
- SBS MTV The Show